# Santa Anna de Llavorsí
Santa Anna de Llavorsí és l'església parroquial del poble de Llavorsí a la comarca del Pallars Sobirà. És al centre del poble. D'ella depenien les altres capelles dels entorns, com la romànica de Santa Eulàlia i la de Santa Llúcia.

## Descripció
Església de tres naus, més elevada i espaiosa la central, cobertes amb voltes de canó i acabada la principal a l'extrem Nord-est amb un absis semicircular.
La façana sota el pinyó que forma la coberta de pissarra a dues aigües, situada a l'extrem de les naus, presidint una petita placeta. En aquesta s'obren tres arcs de mig punt, protegit el central per una petita barbacana de llicorella. A través d'aquest i d'un petit atri s'accedeix a l'interior de l'església. A la part superior de la façana s'obren, al centre, un rosetó, i als laterals dues finestres de mig punt. A l'esquerra s'aixeca el campanar rematat per un agut capitell de llicorella.
L'església ha estat objecte d'una restauració en la que s'ha aixecat l'arrebossat que cobria les parets externes, deixant la pedra vista.